# Volcán Porvenir
El volcán Porvenir (2267 m s. n. m.) es un estratovolcán dormido, ubicado en el cantón de San Carlos, provincia de Alajuela, Costa Rica. Se encuentra a 3 km al sur del volcán Platanar, que geológicamente es su hermano. Forma parte de la Cordillera Volcánica Central, y se encuentra en la misma línea de los estratovolcanes principales (Porvenir, Poás, Barva e Irazú.) Su área forma parte del parque nacional Juan Castro Blanco.

## Aspectos físicos

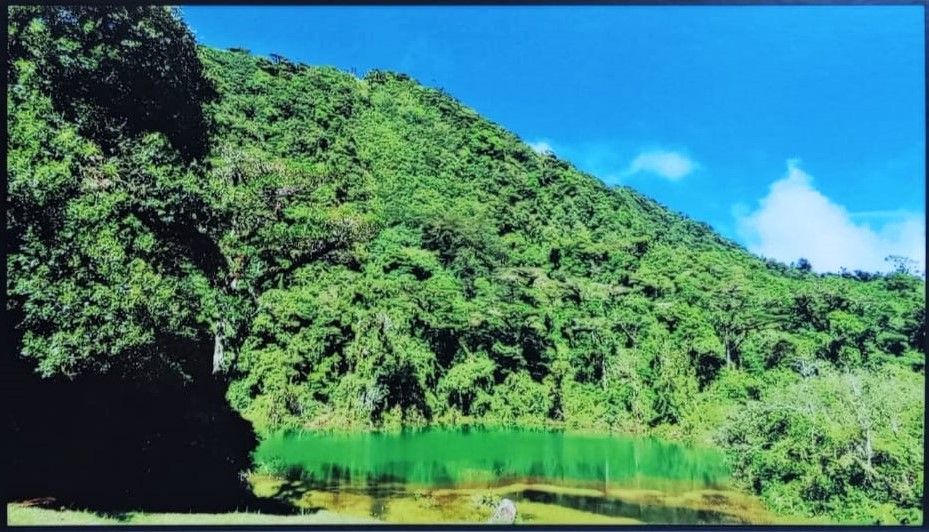
Pozo verde, ubicado en las faldas del Volcán Porvenir

Es un estratovolcán pequeño que se eleva 430 m sobre el terreno circundante, cubriendo un área de 15 km². En su cima, posee un borde caldérico erosinado y truncado hacia el este. Dentro de esta caldera existe un cono volcánico de poca elevación (30 m), con un cráter de 160 m de diámetro, en cuyo interior aloja una laguna. Hacia el sur hay otro posible cono con un cráter de dimensiones similares. Existen algunas coladas de lava que descienden desde el suroeste.
La región está cruzada por varias fallas. Hacia el oeste, hay una laguna pantanosa denominada El Congo, la cual forma una catarata cuando hay mucha precipitación. Al pie del Porvenir están las lagunas Congo y Pozo Verde.

## Actividad volcánica
No existen registros de actividad volcánica histórica ni de manifestaciones secundarias. Se le considera un volcán dormido, aunque no extinto. En caso de una eventual reactivación, las zonas afectadas serían las áreas circundantes. Actualmente, no cuenta con un sistema de vigilancia volcánica debido a su prolongada inactividad.

## Historia
En el año 2008, se reportó en el diario La Nación el hallazgo de un "nuevo volcán" en el cerro Porvenir, en la zona de San Carlos, el cual aparentemente había sido descubierto por una fotografía tomada en 2005 desde un avión WB-57 de la NASA que participaba en la Misión CARTA. Un par de meses después, en el mismo periódico se publicó una nota de un geógrafo que descartaba este hallazgo, dado que se sabía de la existencia del volcán Porvenir al menos desde 1961 y el cerro Porvenir siempre había sido considerado un volcán por los expertos nacionales.